# Атаки на Абкайк и Хурайс (2019)
Атаки на НПЗ Абкайк и Xурайс — нападение беспилотников на крупнейший в мире завод первичной переработки нефти в Абкайке на востоке Саудовской Аравии и нефтеперерабатывающий завод на нефтяном месторождении Хурайс произошло 14 сентября 2019 года около 4:00 местного времени. Из-за атаки начались пожары на государственных предприятиях Saudi Aramco, которые были ликвидированы за считанные часы, но вызвали временное падение добычи саудовской нефти вдвое (с 9,8 млн баррелей до 4,1 млн баррелей), что соответствует 5 % мировой нефтедобычи. Ответственность за атаку взяло на себя движение Ансар Аллах, объяснив её противодействием вторжению коалиции во главе с Саудовской Аравией на территорию Йемена, в том числе авиаударам по городским кварталам.

## Атаки
Атаки подчеркнули как крайнюю уязвимость саудовской инфраструктуры, несмотря на гигантский военный бюджет страны, так и дешевизну масштабных атак с использованием современных технологий: десяток-другой дронов, постройка каждого из которых могла обойтись в 15 тысяч долларов, нанесли ущерб, исчисляемый сотнями миллионов долларов в день. Ещё в 2013 году специалисты считали, что такая атака потребует многих тысяч ракет.
Завод Абкайк защищался тремя батареями ПВО Skyguard, но они, как и состоящие на вооружении системы MIM-104 Patriot и Shahie, показали свою несостоятельность против группы небольших низколетящих дронов. Эксперты также отмечают традиционно плохую подготовку саудовских расчётов.

## Последствия
Атака нанесла серьёзный урон нефтяной инфраструктуре Саудовской Аравии и усилила геополитическую напряжённость на Ближнем Востоке.
В Абкайке удар был нанесён по десульфуризационным колоннам и вакуумным газовым сепараторам («сфероидам»), служащим для отделения нефтяного газа; бо́льшая часть сфероидов была повреждена с исключительной точностью, повреждено также около половины колонн. Часть повреждённого оборудования неремонтопригодна, замена займёт месяцы.
После атаки произошёл резкий скачок мировых цен на нефть. Кратковременное повышение цены на нефть марки Brent стало рекордным с 1991 года.

## Дипломатическая реакция
С осуждением атаки на НПЗ выступили такие страны как Катар, Германия, США, Великобритания, а также Организация Объединённых Наций.
Пресс-секретарь президента России Дмитрий Песков заявил, что данная атака является «крайне неприятной историей, которая оказывает негативное воздействие на энергетические рынки; Кремль надеется, что королевство вскоре справится с последствиями данного инцидента».
В преддверии 74-й Генеральной Ассамблеи ООН в Нью-Йорке лидеры Франции, Германии и Великобритании возложили всю ответственность за атаку на саудовские нефтепромыслы на Тегеран, призвав правительство Ирана воздержаться от дальнейших провокаций в регионе.
Госсекретарь США Майк Помпео также заявил, что за атакой стоит Иран.
После того, как ответственность за нападение взяли на себя хуситы, Лига арабских государств в своём пресс-релизе обвинила йеменских повстанцев в том, что они реализуют повестку дня шиитской Исламской Республики Иран, заинтересованной в эскалации напряжённости в регионе.
Официальный представитель МИД Ирана Аббас Мусави отклонил заявление Помпео, назвав подобные обвинения безосновательными и в то же время указав, что он «не был сильно удивлён» подобными словами. Его поддержал МИД Китая, который осудил США за обвинение Ирана в атаке на саудовские НПЗ.
Движение Ансар Аллах анонсировало продолжение атак на цели в Саудовской Аравии, пока не будут прекращены агрессия против Йемена и его блокада, вызвавшая гуманитарную катастрофу.

## Военно-политическая реакция
16 сентября 2019 года, находясь в Анкаре, президент России Владимир Путин предложил Саудовской Аравии приобрести зенитно-ракетные комплексы С-300 «Фаворит» или С-400 «Триумф» для защиты своей территории от новых атак с воздуха.
Дабы упрочить антииранский союз, госсекретарь США Майк Помпео нанёс блиц-визиты в Саудовскую Аравию и ОАЭ.
21 сентября 2019 года президент США Дональд Трамп одобрил отправку на Ближний Восток дополнительных войск. Хотя ответственность за атаку дронов взяли на себя йеменские мятежники-хуситы, США обвинили в подготовке нападения Иран, так как все обнаруженные беспилотники были произведены именно там. Глава Пентагона Марк Эспер заявил, что все американские силы, расположенные на военно-морской базе в Бахрейне, будут сфокусированы на противоракетной обороне.
В ответ на подобные действия США министр иностранных дел Ирана Мохаммад Джавад Зариф в интервью CNN предупредил о том, что результатом любых агрессивных действий по отношению к Исламской Республике Иран станет крупномасштабная война на Ближнем Востоке. По словам политика, Иран не желает участвовать в какой-либо военной конфронтации, однако не отступит при нападении на свою территорию.